# Ronja Hark
Ronja Hark (* 17. August 2003 in Peißenberg) ist eine deutsche Eishockeyspielerin, die derzeit beim ECDC Memmingen unter Vertrag steht. 
Hark wuchs in Hohenfurch auf und spielte als Jugendliche für den ESV Kaufbeuren. Seit der Saison 2020/2021 läuft sie für den ECDC Memmingen auf. Im Jahr 2022 war sie erstmals Teil der deutschen Eishockey-Nationalmannschaft.
Hark absolviert ein Fernstudium im Bereich International Management und ist Unteroffizierin der Bundeswehr.